# 冀东1942年春季战役
冀东1942年春季战役，中国亦称冀东1942年春季反“扫荡”，是中国抗日战争中中日双方发生的战役。国民革命军第十八集团军作战100余次，缴获重机枪3挺、轻机枪29挺、掷弹筒9具、长短枪890余支、战马20匹。